# Épagneul nano continentale
L'épagneul nano continentale è un piccolo cane da compagnia originario della Francia e del Belgio.
La razza è divisa in due varietà, il Papillon, con orecchie erette, e il Phalène, con orecchie pendenti.
I nomi papillon e phalène fanno riferimento rispettivamente alla farfalla diurna ("papillon" in francese), che quando si posa tiene le ali in posizione verticale, e alla farfalla notturna, la falena, che invece le mantiene abbassate.

## Caratteristiche fisiche

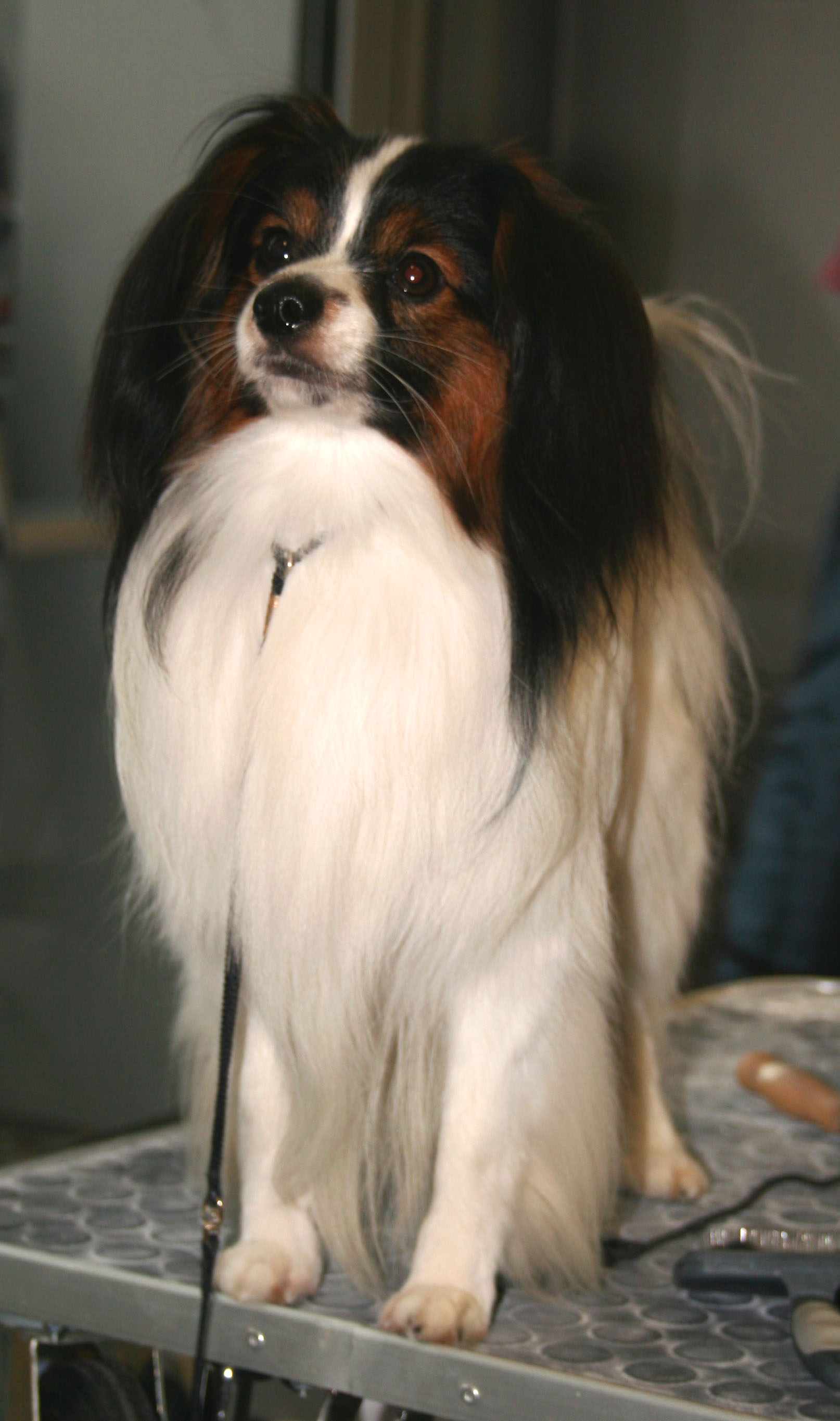
Un esemplare di Phalène, con orecchie pendenti.

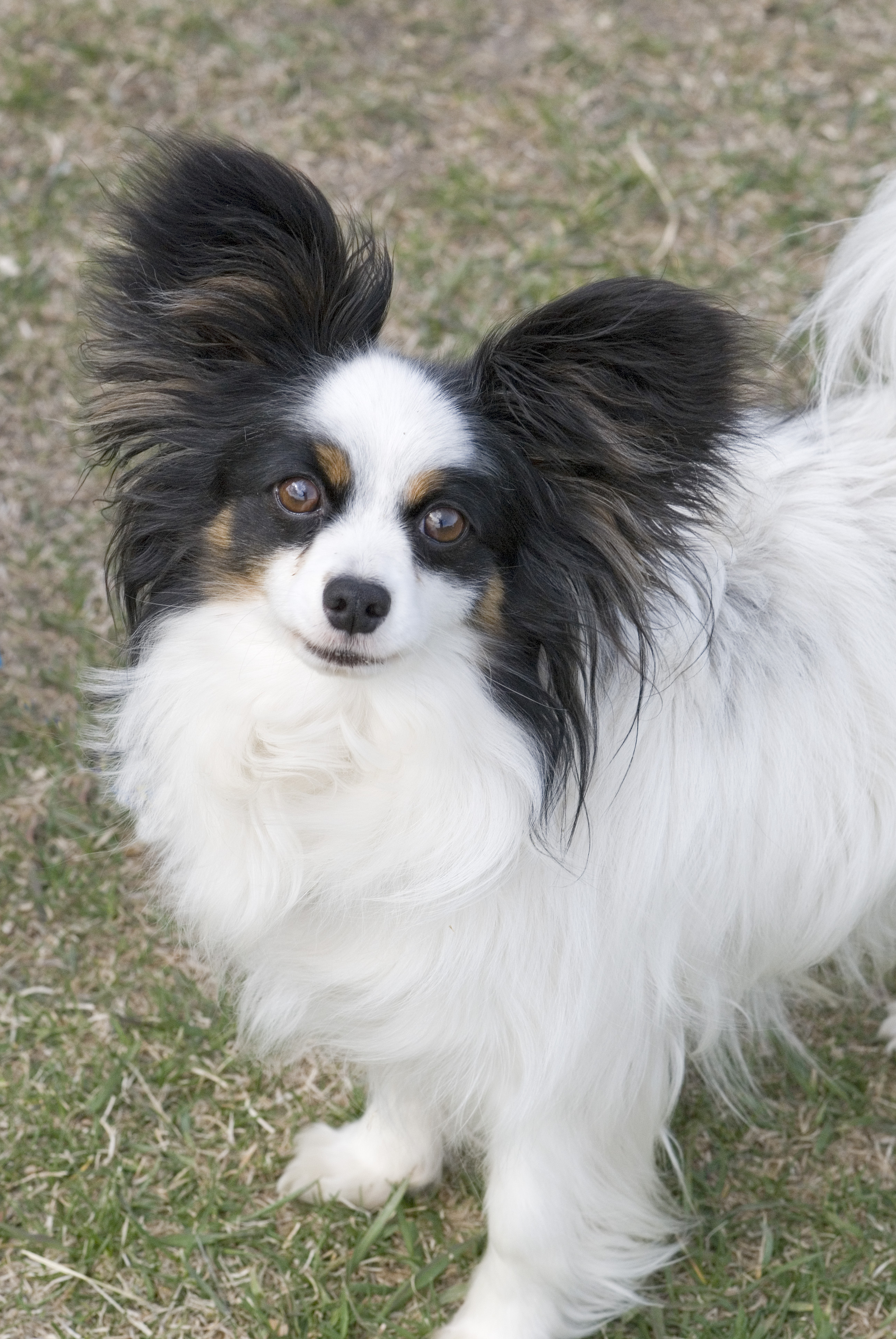
Un esemplare di Papillon, con orecchie erette.

Sviluppato più in lunghezza che in altezza, lo Spaniel continentale ha testa proporzionata al corpo (proporzionatamente più piccola rispetto a quella delle altre razze di Spaniel), stop marcato, muso corto e appuntito, canna nasale diritta, e tartufo nero e leggermente appiattito nella parte superiore.
Il pelo del mantello è lungo, setoso, lucido, ondulato (non arricciato); tutti i colori sono ammessi su un fondo bianco (su corpo e arti il bianco deve essere dominante), eccetto il color fegato.
Gli occhi, a mandorla, sono piuttosto larghi, non sporgenti, di colore scuro e con palpebre pigmentate.
Le orecchie sono grandi, distanziate ed arretrate, e ricoperte da abbondanti frange di pelo.
La coda, piuttosto lunga e con abbondante frangia, è inserita alta e portata arricciata sul dorso a mo' di pennacchio.

## Temperamento
È un cane intelligente, vivace ed amichevole. Talvolta può dimostrarsi possessivo nei confronti del padrone, mal tollerando la presenza di estranei.
Pur essendo adatto alla vita d'appartamento, ama l'esercizio all'aria aperta.